# Théodore Chassériau
Théodore Chassériau (20. září 1819, Santa Barbará de Samaná, Saint-Domingue – 8. října 1856, Paříž) byl francouzský malíř, Ingresův žák, přední představitel přechodu mezi klasicismem a romantismem a jeden z nejvýznamnějších francouzských malířů poloviny 19. století ve Francii.
Maloval velmi jemné portréty a mytologické a orientální scény. Byl velmi ovlivněn Delacroixem, ale kresbu díla má odvozenou od Ingrese.

## Externí odkazy

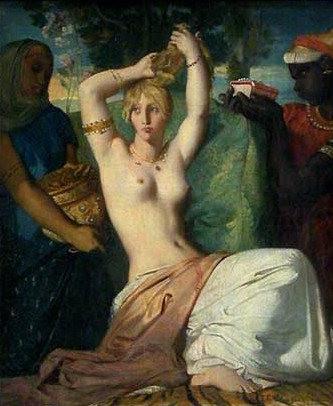
Ester